# Tytus Zwoliński
Tytus Zwoliński, ps. „Raf” (ur. 14 grudnia 1877 w Gródku, zm. 27 września 1952 w Rzeszowie) – polski działacz społeczny i polityczny, wiceprezydent Rzeszowa (1939; 1944–1945).

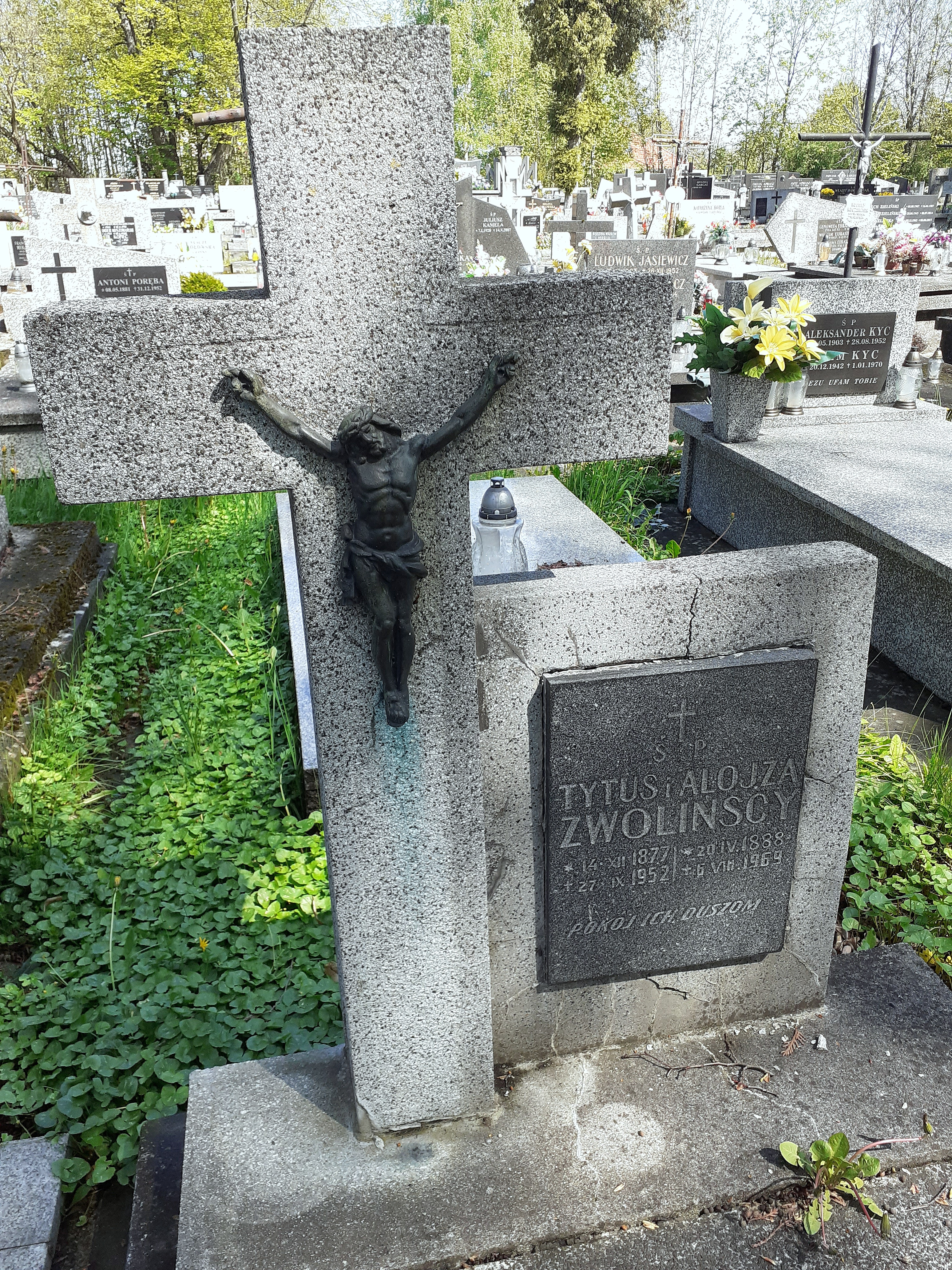
Grobowiec Tytusa Zwolińskiego

## Życiorys
W młodości pracował na kolei jako maszynista, po przyjeździe do Rzeszowa zatrudniony w parowozowni. Był działaczem miejskiej Polskiej Partii Socjalistycznej oraz prezesem Towarzystwa Uniwersytetu Robotniczego w Rzeszowie (w latach 30.). Na krótko przed II wojną światową sprawował funkcję wiceprezydenta miasta.
W czasie okupacji niemieckiej ukrywał Żydów. W 1944 był członkiem Milicji Robotniczej PPS-WRN. W sierpniu 1944 ponownie wybrany na wiceprezydenta (był nim do marca 1945), zasiadał następnie w Zarządzie Miasta jako ławnik, a później w Miejskiej Radzie Narodowej. W 1944 wraz z Franciszkiem Ślusarczykiem organizował na terenie miasta Klub Demokratyczny i struktury Stronnictwa Demokratycznego. W 1948 wycofał się z działalności politycznej. Cztery lata później zmarł. Został pochowany na cmentarzu Pobitno (sektor XXVIII-3-8).

## Ordery i odznaczenia
- Złoty Krzyż Zasługi (12 czerwca 1946)[3]

## Upamiętnienie
Tytus Zwoliński został patronem ulicy w Rzeszowie.